# Сіндбад-мореплавець

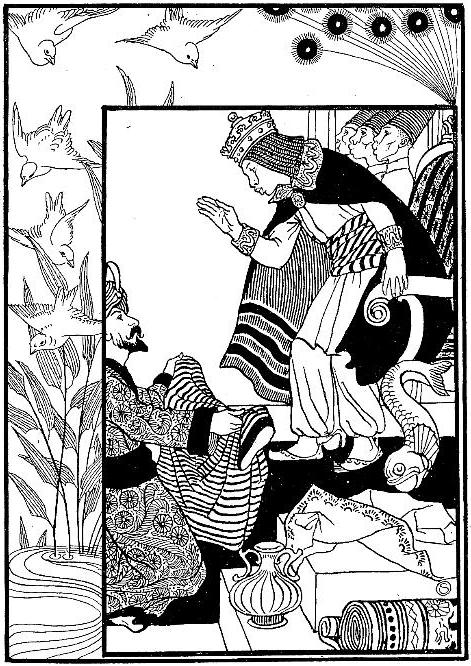
Сіндбад-купець

Сіндбад (від перс. سندباد — Sandbād, араб. السندباد البحري — as-Sindibād al-Baḥri) — персонаж арабських казок і легенд, моряк, мандрівник і купець, який потрапляв у численні фантастичні пригоди під час подорожей через моря на схід від Африки й на південь від Азії. Збірка історій його подорожей має назву «Сім подорожей Сіндбада-мореплавця» та входить до складу збірки «Тисяча й одна ніч». Її засновано частково на творах античних авторів, частково на фантастичних інтерпретаціях реальних подорожей епохи середньовіччя.

## Подорожі Сіндбада

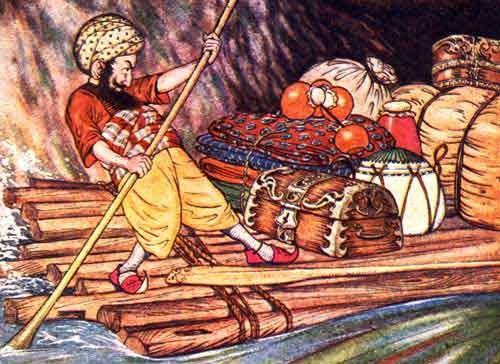
Сіндбад на плоту

Цикл казок про Сіндбада оформлений як оповідь, котру Сіндбад розповідає бідному носильнику Гіндбаду, що спинився біля його будинку. Спершу Гіндбад жаліється слузі, що він живе у скруті, а Сіндбад — у розкоші. Почувши це, Сіндбад запрошує його в свій дім на бенкет, де розповідає, крізь які неймовірні пригоди йому довелося пройти, щоб отримати це багатство. Щодня Сіндбад скликає до себе гостей та розповідає про іншу подорож. Гіндбад з дня в день приходить послухати, а Сіндбад дає йому трохи грошей.
Перша подорож. Сіндбад вирушає з Багдаду в плавання з метою побачити чудеса інших країн. Корабель прибуває до прекрасного острова, та коли команда розпалює там вогнище, острів опускається в море. Виявляється, це була спина величезної рибини, що за багато років покрилась рослинами. Корабель поспіхом відпливає, покинувши Сіндбада, та купцеві вдається врятуватись у кориті. Течія приносить його до берега царства, володар якого, султан Міраджа, радо приймає гостя. Та мореплавець сумує за батьківщиною. Одного разу туди припливає той самий корабель, на якому Сіндбад вирушив у плавання. В трюмі корабля він знаходить свої товари, частину котрих дарує в подяку султану, а частину продає на ринку з великим зиском, після чого повертається додому.
Друга подорож. Згодом Сіндбад вирішує знову пошукати пригод і пливе торгувати в Басру. Команда корабля зупиняється на острові, де Сіндбад засинає, а прокинувшись, виявляє, що корабель вже відплив, а його забули. Шукаючи їжу та воду, Сіндбад досліджує острів і бачить величезний білий купол. Думаючи, що це дах палацу, мандрівник прямує туди та виявляє, що це величезне яйце птаха Рух. Птах прилітає та сідає на яйце, не помітивши людини. Сіндбад хапається за ногу птаха, котрий наступного ранку летить на пошуки здобичі. Сіндбад опиняється в долині, наповненій перлинами, але там живуть величезні змії. Він пригадує переказ про долину, з якої добувають перлини, кидаючи туди розрізані туші худоби. Перлини прилипають до м'яса, а хижі птахи потім виносять здобич із долини. Набравши якомога більше коштовностей, Сіндбад прив'язує себе до великого шматка м'яса, і гірський орел виносить його з долини. Сіндбад зустрічає старого купця, з яким ділиться перлинами. Той в подяку відводить його до інших купців, які беруть його з собою. Після довгої подорожі, в якій трапилося ще чимало пригод, мандрівник дістається додому. Велику частину багатств він роздає біднякам і продовжує спокійне життя.
Третя подорож. Тепер Сіндбад вирушає на острів Сарандіб, але в плаванні корабель потрапляє в шторм. Його прибиває до берега країни, звідки ще ніхто не повертався. На команду нападають волохаті карлики, що вбивають моряків, але Сіндбаду з іще кількома купцями вдається втекти і сховатись у величезному будинку. Його господарем виявляється одноокий велетень-людоїд, що по одному хапає людей, смажить їх і з'їдає. Сіндбад пропонує вцілілим виколоти велетню око розжареними прутами, втекти та збудувати плоти. План вдається, та сусіди велетня кидають у втікачів камені й топлять більшість плотів. Решту прибиває до іншого острова, де живе величезний змій. Чудовисько пожирає людей, але Сіндбад обмотується колючими рослинами, які змій не може проковтнути. Повз острів пропливає корабель, який забирає Сіндбада. Капітан розповідає, що його крам уцілів. Ледве врятувавши своє майно, коли його вже збирались продати, Сіндбад вирушає додому.
Четверта подорож. Під час плавання до Індії корабель Сіндбада розбивається. Вцілілі опиняються у володіннях дикунів, що пригощають їх вишуканими стравами. Та всі, хто куштують їх, божеволіють, і дикуни готуються їх з'їсти. Сіндбад єдиний відмовляється їсти, згодом йому вдається втекти та дістатися в царство, правитель якого піклується про мандрівника. Він пропонує одружитись на його доньці, але тоді Сіндбад не зможе повернутись додому. Він одружується, та згодом дружина помирає, а за звичаєм чоловік також мусить померти. Сіндбада замикають у склепі з невеликим запасом харчів. Він знаходить таємний хід і вибирається на берег. Забравши зі склепу коштовності, Сіндбад невдовзі помічає корабель, який підбирає його.

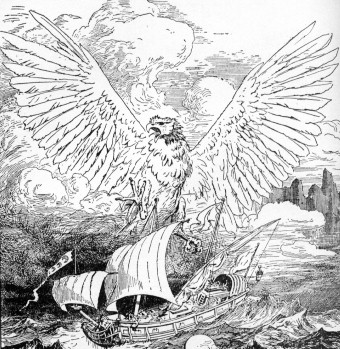
Птах Рух

П'ята подорож. У новій подорожі команда корабля зупиняється на острові, де лежить яйце птаха Рух. Не послухавши застереження Сіндбада, моряки розбивають його і засмажують пташеня. Рух за це скидає на корабель скелю, потопивши його. На уламках Сіндбад допливає до сусіднього острова, де живе злий дід-чаклун. Він сідає Сіндбаду на шию та примушує скрізь його носити. Мореплавець готує вино, яким напоює діда, і коли той засинає, тікає з острова. Сіндбад дістається до міста, в якому зустрічає земляка. Той розповідає секрет, як тут заробити грошей. Купці кидають в мавп каміння, а ті у відповідь скидають із пальм кокоси. Зібравши ці кокоси, Сіндбад заробляє чимало грошей і повертається до Багдада.
Шоста подорож. Попливши в Басру, корабель Сіндбада через шторм збивається з курсу. Він потрапляє в море, де стоїть острів з коштовних каменів, але всі кораблі розбиваються об нього. Опинившись на березі, Сіндбад виявляє річку та прямує на плоту по ній, сподіваючись знайти яке-небудь місто. Річка тече крізь печеру, яка дедалі вужчає. Та врешті пліт виносить до міста, де живуть привітні люди. Вони обіцяють допомогти в обмін на пліт, який Сіндбад змайстрував з коштовного дерева. Проте місцеві жителі бояться, що Сіндбад розкаже про їхню країну і її завоюють, тому не відпускають мореплавця. Поживши на чужині, Сіндбад виявляє, що на певний час у тамтешніх людей виростають крила. Він просить взяти його політати, один чоловік погоджується за умови, що Сіндбад не вимовить ані слова. Та не стримавшись від подиву, він вимовляє «Ось чудо!», і крилатий чоловік втрачає здатність літати. Вони падають в річку, звідки Сіндбад вибирається. Він зустрічає старого єгиптянина, що просить врятувати його від змії в обмін на половину його багатства. Коли Сіндбад рятує його, старий, який виявився ювеліром, щедро винагороджує його та забирає додому. З Єгипту Сіндбад повертається в Багдад. Дружина й діти вмовляють його більше не подорожувати, і той клянеться не покидати батьківщини.
В іншому варіанті Сіндбад потрапляє після печери у володіння індійського шейха, котрий відправляє його додому з листом.
Сьома подорож. Каліф доручає Сіндбаду відправити лист і подарунки до індійського шейха в країну Сарандіб. Подорож вдається, та дорогою назад на корабель нападають пірати, вбивають багатьох моряків, а решту продають у рабство. Сіндбада купує багатий хазяїн, в якого він працює мисливцем на слонів. Полюючи заради їхніх бивнів, Сіндбад знаходить кладовище, куди слони приходять помирати і де лежить безліч їхніх бивнів. За цю знахідку хазяїн обіцяє щедро віддячити. Сіндбад просить свободи, і той відпускає його, ще й дарує чимало бивнів. Діставшись до Багдаду, Сіндбад розповідає каліфу про свої пригоди. Той віддячує за службу багатими подарунками і Сіндбад назавжди лишається з родиною.
Вислухавши про всі подорожі, Гіндбад визнає, що Сіндбад гідний багатства, бо чесно здобув його надзвичаними зусиллями та кмітливістю. Сіндбад тоді називає його своїм найближчим другом.

## Історія оформлення
Історії про Сіндбада мають паралелі в літературі інших країн, звідки імовірно й запозичено їх елементи. Зокрема, історія про велетенське яйце птаха Рух описана в нотатках Марко Поло про Мадагаскар. Велетенська риба, спину якої сприймають за острів, згадується Плінієм і Соліном. Закарія аль-Казвіні, Марко Поло та святий Епіфаній описували місцевість, схожу на долину алмазів. Епізод з велетнем-людоїдом повторює епізод з Одіссеї про втечу від циклопа, а про дикунів, що відгодовують людей на м'ясо — оповідь про чаклунку Кірку з Одіссеї. Звичай ховати одного члена подружжя при смерті іншого приписувався святим Ієронімом скіфам. Події циклу казок про Сіндбада відбуваються, імовірно, за династії Абассидів, а саме в часи правління каліфа Гаруна ар-Рашида 786—809 років.
Існували припущення, що історичним прообразом Сіндбада був китайський мореплавець епохи династії Мін на ім'я Чжен Хе, котрий мав буддійське прізвисько Саньбао — «Три Скарби». В своїх плаваннях Саньбао, як і Сіндбад, здійснив 7 подорожей у Західний океан. Проте, це звичайно, помилка, оскільки плавання Чжен Хе відбулись на початку XV ст., значно пізніше, ніж був створений цикл казок і легенд про Сіндбада.
Перші згадки про Сіндбада відомі у складі «Тисячі й однієї ночі» в її пізніх варіантах XIV століття. Як окремий цикл казок вони з'являються в XVII—XVIII століттях. Перше європейське видання «Тисячі й однієї ночі» у викладі Антуана Галлана 1704—1717 років уже містило цикл про Сіндбада.

## Адаптації подорожей Сіндбада-мореплавця

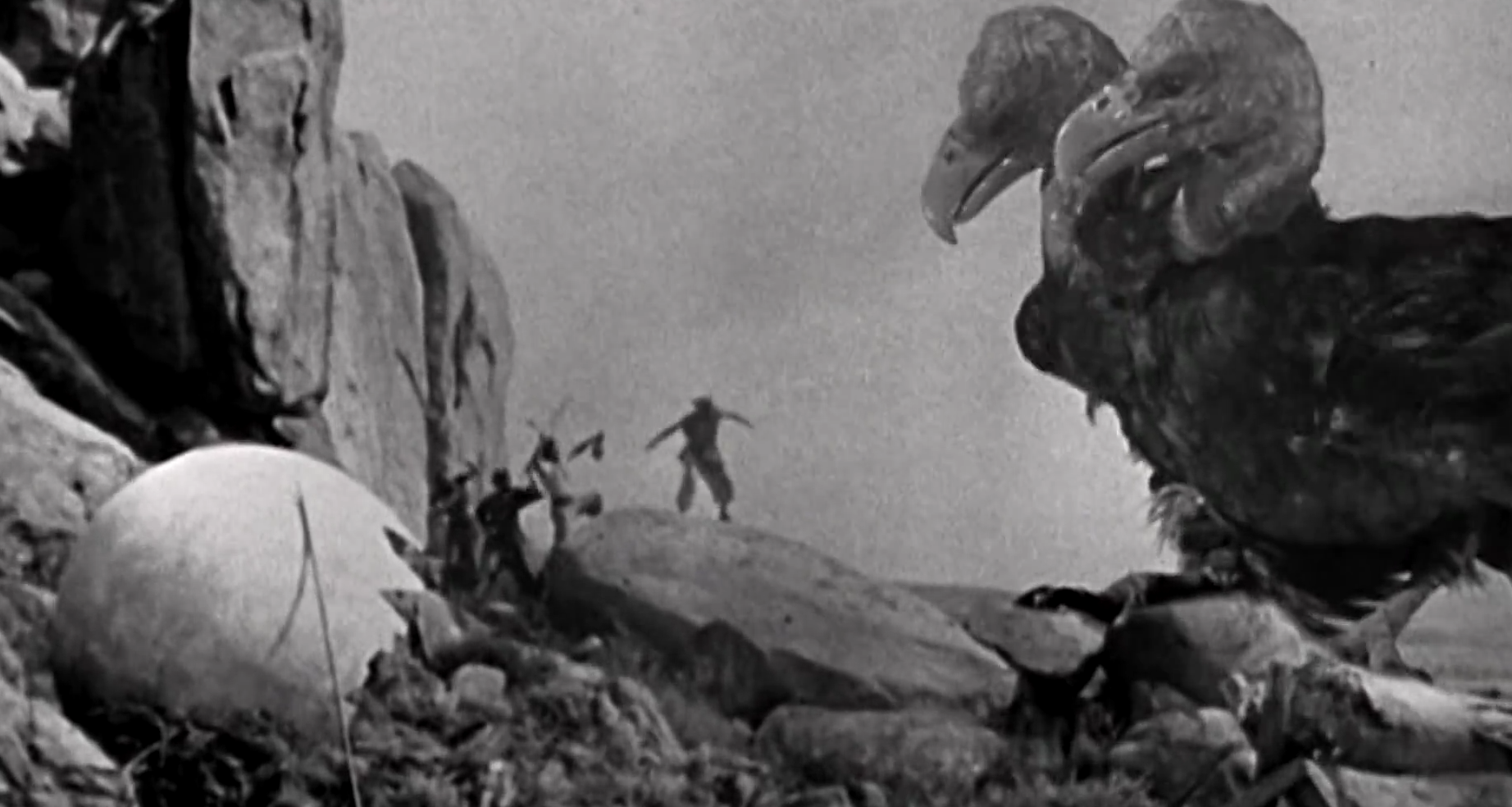
Кадр із «Сьомої подорожі Сіндбада»

### Фільми
- «Сіндбад-мореплавець» (англ. Sinbad the Sailor, 1947)
- «Сьома подорож Сіндбада» (англ. The 7th Voyage of Sinbad, 1958)
- «Капітан Сіндбад» (англ. Captain Sindbad, 1963)
- «Золота подорож Сіндбада» (англ. The Golden Voyage of Sinbad, 1974)
- «Сіндбад і око тигра» (англ. Sindbad And The Eye Of The Tiger, 1977)
- «Сіндбад з семи морів» (англ. Sinbad of the Seven Seas, 1989)
- «Сім пригод Синдбада» (англ. The 7 Adventures of Sinbad, 2010)

### Анімація
- «Арабські ночі: Пригоди Сіндбада» (англ. Arabian Nights: Adventures of Sinbad, яп. アラビアンナイト シンドバットの冒険, 1975)
- «Пригоди Сіндбада» (англ. The Adventures of Sinbad, 1979)
- «Сіндбад, легенда семи морів» (англ. Sinbad: Legend of the Seven Seas, 2003)
- «Маги: Пригоди Сіндбада» (англ. Magi: Adventure of Sinbad, яп. マギ シンドバッドの冒険, 2013)

### Телесеріали
- «Пригоди Синдбада» (англ. The Adventures of Sinbad, 1996)
- «Сіндбад» (англ. Sinbad, 2012)

## Переклади подорожей Сіндбада-мореплавця українською
- «Подорожі Сіндбада-Морехода» (1911) — в перекладі Олександра Олеся з російської (переклад Олександра Афанасьєва-Чужбинського з французької кінця XIX століття, в свою чергу зробленого Антуаном Галланом з арабської в 1711 році) в складі збірки «Арабські казки»[5][6]
- «Пригоди Синдбада Мореплавця» (2007) — в перекладі Віктора Дмитрука з польської (переклад Болеслава Лесьмяна 1913 року)[7]
- «Подорожі Синдбада та інші арабські казки» (2008) — в перекладі з арабської Сергія Рибалкіна[8]